# Zanthoxylum schreberi
Zanthoxylum schreberi là một loài thực vật có hoa trong họ Cửu lý hương. Loài này được (J.F. Gmel.) Reynel miêu tả khoa học đầu tiên.